# هاجیدیموفو
هاجیدیموفو شهری در استان بلاگووگراد کشور بلغارستان است که جمعیت آن در فوریه ۲۰۱۱ میلادی ۴٬۵۶۰ نفر بوده‌است.